# برقة (جبلة)
برقة قرية تابعة لناحية القطيلبية في منطقة جبلة في محافظة اللاذقية.